# Néstor Girolami
Néstor Adrián Girolami (Cordoba Province, 1989. május 22. –) argentin autóversenyző.

## Pályafutása
1992-től egészen 2005-ig gokartos szériákban állt rajthoz, 2006-ban pedig az argentin Formula Renault bajnokságban indult.
Girolami 2014-ben és 2015-ben megnyerte az argentin Súper TC 2000 bajnokságot a Peugeot Sport Argentina versenyzőjeként.
2015-ben Szlovákiában és Portugáliában indult a Túraautó-világbajnokságban a NIKA International által indított Honda Civic WTCC-t vezetve. Rögtön első versenyén a 10., pontszerző helyen ért célba.
2016-ban Japánban kapott lehetőséget a svéd Polestar Cyan Racingtől, egy Volvo S60 Polestar TC1 volánja mögött.
Később a teljes 2017-es évadra leszerződtette csapat. Első nemzetközi győzelmét Kínában szerezte, ahol esőzés miatt nem tudták befejezni a második versenyt, így csak fél pontokat osztottak ki. Továbbá még két 3. helyet is gyűjtött a kiírásban. Az összetett pontversenyt a 9. helyen zárta 112 ponttal.
2018-ra elhagyta a gárdát és visszatért a Súper TC 2000-be, ezenkívül még rajthoz állt a Stock Car Brasil 4 versenyén a Bardahl Hot Car csapatával.
2019-re a második szezonját kezdő Túraautó-világkupa mezőnyében szereplő német Münnich Motorsport szerződtette, honfitársa, Esteban Guerrieri mellé. Az istálló a Honda Civic Type R TCR modellel indult. A Hungaroringen a háromból két futamot is győzelemmel zárt. Szlovákiában, a második versenyen is elsőként intette le a kockás zászló. Végül a 7. pozícióban végzett az összetett pontversenyben, 225 egységgel.
2020-ban maradt a csapat alkalmazásában. A koronavírus-járvány miatt csak szeptemberben induló idény legelső futamát megnyerte a belgiumi Zolderben. Október 11-én, vasárnap a Slovakiaringen kilökték, amelynek következtében nagy erővel csapódott a falnak, ezért kórházba szállították kivizsgálásra. A harmadik versenyen ezért sem tudott részt venni.

## Eredményei

### Teljes Stock Car Brasil eredménysorozata
(Táblázat értelmezése)

(Félkövér: pole-pozícióból indult; dőlt: leggyorsabb kört futott) 

| Év   | Csapat                | 1        | 2        | 3        | 4        | 5        | 6        | 7        | 8        | 9        | 10       | 11       | 12       | 13       | 14        | 15       | 16      | 17      | 18        | 19       | 20      | 21       | Helyezés | Pont |
| ---- | --------------------- | -------- | -------- | -------- | -------- | -------- | -------- | -------- | -------- | -------- | -------- | -------- | -------- | -------- | --------- | -------- | ------- | ------- | --------- | -------- | ------- | -------- | -------- | ---- |
| 2015 | Eurofarma RC          | GOI 1    | RBP 1    | RBP 2    | VEL 1    | VEL 2    | CUR 1    | CUR 2    | SCZ 1    | SCZ 2    | CUR 1    | CUR 2    | GOI 1    | CAS 1    | CAS 2     | MOU 1    | MOU 2   | CUR 1   | CUR 2     | TAR 1    | TAR 2   |          | HN‡      | 0‡   |
| 2015 | Schin Racing Team     |          |          |          |          |          |          |          |          |          |          |          |          |          |           |          |         |         |           |          |         | INT 1 12 | HN‡      | 0‡   |
| 2016 | Eisenbahn Racing Team | CUR 1 Ki | VEL 1 21 | VEL 2 15 | GOI 1 Ki | GOI 2 10 | SCZ 1 Ki | SCZ 2 Ni | TAR 1 Ki | TAR 2 Ki | CAS 1 11 | CAS 2 Ki | INT 1 16 | LON 1 10 | LON 2' Ki | CUR 1 16 | CUR 2 8 | GOI 1 8 | GOI 2 23† | CRI 1 Ki | CRI 2 9 | INT 1 Ki | 22.      | 77   |
| 2018 | Bardahl Hot Car       | INT 1    | CUR 1    | CUR 2    | VEL 1    | VEL 2    | LON 1    | LON 2    | SCZ 1    | SCZ 2    | GOI 1    | MOU 1 18 | MOU 2 14 | CAS 1 Ki | CAS 2 Ki  | VCA 1    | VCA 2   | TAR 1   | TAR 2     | GOI 1    | GOI 2   | INT 1    | HN       | 0    |

‡  Mivel vendégpilóta volt, ezért nem részesült pontokban.

### Teljes WTCC-s eredménysorozata
(Táblázat értelmezése)

(Félkövér: pole-pozícióból indult; dőlt: leggyorsabb kört futott) 

| Év   | Csapat               | Autó                   | 1   | 1   | 2   | 2   | 3   | 3   | 4   | 4   | 5   | 5   | 6   | 6   | 7   | 7   | 8   | 8   | 9   | 9   | 10  | 10  | 11  | 11  | 12  | 12  | Helyezés | Pont |
| 2015 | Nika International   | Honda Civic WTCC       | ARG | ARG | MAR | MAR | HUN | HUN | GER | GER | RUS | RUS | SVK | SVK | FRA | FRA | POR | POR | JPN | JPN | CHN | CHN | THA | THA | QAT | QAT | 19.      | 5    |
| ---- | -------------------- | ---------------------- | --- | --- | --- | --- | --- | --- | --- | --- | --- | --- | --- | --- | --- | --- | --- | --- | --- | --- | --- | --- | --- | --- | --- | --- | -------- | ---- |
| 2015 | Nika International   | Honda Civic WTCC       |     |     |     |     |     |     |     |     |     |     | 10  | 11  |     |     | Kiz | 8   |     |     |     |     |     |     |     |     | 19.      | 5    |
| 2016 | Polestar Cyan Racing | Volvo S60 Polestar TC1 | FRA | FRA | SVK | SVK | HUN | HUN | MAR | MAR | GER | GER | RUS | RUS | POR | POR | ARG | ARG | JPN | JPN | CHN | CHN | THA | THA | QAT | QAT | 15.      | 12   |
| 2016 | Polestar Cyan Racing | Volvo S60 Polestar TC1 |     |     |     |     |     |     |     |     |     |     |     |     |     |     |     |     | 9   | 5   |     |     |     |     |     |     | 15.      | 12   |
| 2017 | Polestar Cyan Racing | Volvo S60 Polestar TC1 | MAR | MAR | ITA | ITA | HUN | HUN | GER | GER | POR | POR | ARG | ARG | CHN | CHN | JPN | JPN | MAC | MAC | QAT | QAT |     |     |     |     | 9.       | 112  |
| 2017 | Polestar Cyan Racing | Volvo S60 Polestar TC1 | 9   | 3   | HN  | 5   | 4   | Ki  | Ki  | Ni  | 8   | 9   | 16  | 6   | Ki  | 1‡  | 11  | 3   | 13  | 9   |     |     |     |     |     |     | 9.       | 112  |

† A versenyt nem fejezte be, de helyezését értékelték, mert a versenytáv több, mint 75%-át teljesítette.
‡ A versenyt félbeszakították, és mivel nem teljesítették a táv 75%-át, így csak a pontok felét kapta meg.

### Teljes WTCR-es eredménysorozata
| Év   | Csapat                          | Autó                         | 1   | 1   | 1   | 2   | 2   | 2   | 3   | 3   | 3   | 4   | 4   | 4   | 5   | 5   | 5   | 6   | 6   | 6   | 7   | 7   | 7   | 8   | 8   | 8   | 9   | 9   | 9   | 10  | 10  | 10  | Helyezés | Pont |
| 2019 | ALL-INKL.COM Münnich Motorsport | Honda Civic Type R TCR       | MAR | MAR | MAR | HUN | HUN | HUN | SVK | SVK | SVK | NED | NED | NED | GER | GER | GER | POR | POR | POR | CHN | CHN | CHN | JPN | JPN | JPN | MAC | MAC | MAC | MAL | MAL | MAL | 7.       | 225  |
| ---- | ------------------------------- | ---------------------------- | --- | --- | --- | --- | --- | --- | --- | --- | --- | --- | --- | --- | --- | --- | --- | --- | --- | --- | --- | --- | --- | --- | --- | --- | --- | --- | --- | --- | --- | --- | -------- | ---- |
| 2019 | ALL-INKL.COM Münnich Motorsport | Honda Civic Type R TCR       | 34  | 10  | 6   | 1   | 1   | 65  | Ki  | 1   | 24  | 14  | 10  | 14  | 3   | 25  | 18  | 11  | 9   | 7   | 15  | Ki  | 8   | 183 | 11  | 12  | 14  | 19  | 17  | 223 | 4   | 5   | 7.       | 225  |
|      |                                 |                              | 1   | 1   | 2   | 2   | 3   | 3   | 3   | 4   | 4   | 4   | 5   | 5   | 5   | 6   | 6   | 6   |     |     |     |     |     |     |     |     |     |     |     |     |     |     |          |      |
| 2020 | ALL-INKL.COM Münnich Motorsport | Honda Civic Type R TCR (FK8) | BEL | BEL | GER | GER | SVK | SVK | SVK | HUN | HUN | HUN | ESP | ESP | ESP | ARA | ARA | ARA |     |     |     |     |     |     |     |     |     |     |     |     |     |     | 10.      | 137  |
| 2020 | ALL-INKL.COM Münnich Motorsport | Honda Civic Type R TCR (FK8) | 1   | 5   | 6   | 111 | 5   | 18† | Ni  | 3   | Ki  | 34  | 10  | 11  | Ki  | 2   | Ki  | Ni  |     |     |     |     |     |     |     |     |     |     |     |     |     |     | 10.      | 137  |
|      |                                 |                              | 1   | 1   | 2   | 2   | 3   | 3   | 4   | 4   | 5   | 5   | 6   | 6   | 7   | 7   | 8   | 8   | 9   | 9   |     |     |     |     |     |     |     |     |     |     |     |     |          |      |
| 2021 | ALL-INKL.COM Münnich Motorsport | Honda Civic Type R TCR (FK8) | GER | GER | POR | POR | ESP | ESP | HUN | HUN | CZE | CZE | FRA | FRA | ITA | ITA | RUS | RUS |     |     |     |     |     |     |     |     |     |     |     |     |     |     | 11.      | 131  |
| 2021 | ALL-INKL.COM Münnich Motorsport | Honda Civic Type R TCR (FK8) | 9   | 31  | Ki3 | 133 | 18  | 12  | 95  | 54  | 14  | 16  | 5   | Ki  | 8   | Ki  | 11  | 73  |     |     |     |     |     |     |     |     |     |     |     |     |     |     | 11.      | 131  |
| 2022 | ALL-INKL.COM Münnich Motorsport | Honda Civic Type R TCR (FK8) | FRA | FRA | GER | GER | HUN | HUN | ESP | ESP | POR | POR | ITA | ITA | ALS | ALS | BHR | BHR | KSA | KSA |     |     |     |     |     |     |     |     |     |     |     |     | 2.       | 254  |
| 2022 | ALL-INKL.COM Münnich Motorsport | Honda Civic Type R TCR (FK8) | 1   | 7   | T   | T   | 74  | 3   | 12  | 12  | 3   | 9   | 1   | 5   | 21  | 7   | 43  | 9   | 10  | 8   |     |     |     |     |     |     |     |     |     |     |     |     | 2.       | 254  |

† A versenyt nem fejezte be, de helyezését értékelték, mert a versenytáv több, mint 75%-át teljesítette.

### Teljes TCR Európa-kupa eredménysorozata
| 54 | 2 |  |  |  |  |  |  |  |  |  |  |

† A versenyt nem fejezte be, de helyezését értékelték, mert a versenytáv több, mint 75%-át teljesítette.

### Teljes TCR World Tour eredménysorozata
| 5 | Ki | 23 | 7 | 6 | 8 | 2 | 5 |  |  |  |  |  |  |  |  |  |  |  |  |

* A szezon jelenleg is zajlik.
† A versenyt nem fejezte be, de helyezését értékelték, mert a versenytáv több, mint 75%-át teljesítette.